# Ibertrans Aérea
Ibertrans Aérea fue una aerolínea con base en Madrid, España. Se estableció en 1991 y operaba servicios de pasajeros y carga, incluidos vuelos chárter y arrendamientos con tripulación para otras aerolíneas. Su base principal era el Aeropuerto de Madrid-Barajas. Cesó sus operaciones en 2009.

## Antigua flota
La flota de Ibertrans Aérea consistió en las siguientes aeronaves:
| Aeronaves                       | Total | Introducido | Retirado | Matrículas |
| ------------------------------- | ----- | ----------- | -------- | --- |
| Cessna 421                      | 1     | 2001        | ??       | N421CC |
| Embraer EMB 120 Brasilia        | 6     | 1997        | 2009     | EC-GTJ, EC-GMT (rrg. EC-GQA), EC-HHN, EC-HUP, EC-HSO y EC-HFZ                                                                          |
| Piper PA-34 Seneca              | 1     | 1991        | ??       | EC-EQV |
| Fairchild Swearingen Metroliner | 9     | 1994        | 2009     | EC-701 (rrg. EC-GAN), EC-421 (rrg. EC-GLI), EC-HBF, EC-GFK, N341AE, EC-GKK, EC-930 (rrg. EC-GDG), N2MM (rrg. EC-421 y EC-GNM) y N8897Y |